# Georg Hackenschmidt
Georg Karl Julius Hackenschmidt, noto semplicemente come Georg Hackenschmidt (Tartu, 1º agosto 1877 – Londra, 19 febbraio 1968), è stato un wrestler, strongman e scrittore estone, attivo in Inghilterra tra la fine del diciannovesimo e l'inizio del ventesimo secolo.
È stato il primo wrestler della storia a vincere il titolo mondiale dei pesi massimi, in un'epoca in cui i combattimenti erano reali e non ancora predeterminati.

## Biografia
Iniziò la sua carriera a Tallinn, in Estonia, ma visse la maggior parte della sua vita a Londra, in Inghilterra, dove si guadagnò il soprannome di Russian Lion.
Hackenschmidt è ritenuto essere l'ideatore della Bear hug (in italiano Presa dell'orso); all'epoca, erano celebri la sua impressionante forza e agilità.
Nel 1898 partecipò alla seconda edizione dei campionati mondiali di sollevamento pesi, classificandosi al terzo posto.

## Personaggio
Mosse finale
- Bear hug

Soprannome
- "Russian Lion"

## Titoli e riconoscimenti
- Hall of Fame
  - Wrestling Observer Newsletter (1996)
  - Professional Wrestling Museum (2002)
  - World Wrestling Entertainment (2016)
- Lotta greco-romana
  - Campione europeo dei pesi massimi (1)
- Wrestling
  - Campione francese dei pesi massimi (1)[2]
  - Campione mondiale dei pesi massimi (1)